# Katalog znaczków pocztowych

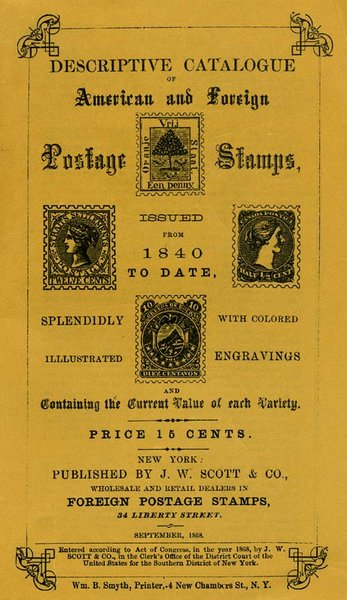
Katalog „Scott” z 1868 roku

Katalog znaczków pocztowych – uporządkowany chronologicznie zbiór wiadomości o wydanych w danym kraju: znaczkach pocztowych, całostkach, stemplach i innych walorach filatelistycznych.
Katalogi dzieli się pod względem:
- obszaru świata uwzględnionego w opisach (na światowe, krajowe i regionalne)
- szczegółowości informacji (na generalne i specjalizowane)
- zakresu zawartych znaków (na specjalistyczne i tematyczne)
- sposobu wydania (na jednorazowe i permanentne)
- sposobu wyceny (na brutto i netto)

## Historia katalogów
Pierwszy katalog Timbre-Post wydał we wrześniu 1861 roku O. Berger-Levrault ze Strasburga, a pierwszy komercyjny w grudniu tego samego roku E. de Laplante i E. Lacroix. Pierwszy z cenami wydała w 1863 roku firma „Zschiesche Koder” z Lipska. Pierwszy katalog jako samodzielne wydawnictwo opublikował w końcu roku 1863 A. Maury w Paryżu, a pierwszy ze znakami jednego kraju Great Britain w roku 1893 H. L′Estrange.
Najbardziej znane współczesne katalogi to Yvert-Tellier (Francja), Scott, Minkus (USA), Gibbons (Wielka Brytania), Michel (Niemcy), Zumstein (Szwajcaria) i Facit (Szwecja).
Pierwszy polski katalog wydano w Łodzi w 1920 roku. Był to Ilustrowany podręcznik i katalog polskich znaczków pocztowych opublikowany przez „Biuro Filatelistyczne W. Lichtenstein”. W 1922 roku w tym samym mieście Jerzy Krzyżanowski wydał Informator filatelisty na rok 1922, katalog i poradnik dla filatelistów. W roku 1925 wydano Podręcznik polskich znaczków pocztowych opracowany przez „Polskie Towarzystwo Filatelistyczne w Warszawie”. Obecnie najpopularniejszym katalogiem dla polskich walorów jest Fischer.

## Budowa typowego katalogu
Standardowy katalog zawiera opisy wyglądu walorów filatelistycznych i informacje o dacie wydania (oraz wprowadzenia i wycofania), zastosowaniu, nominale, papierze, znakach wodnych, nakładzie, fałszerstwach, projektancie i miejscu druku. Może przedstawiać zdjęcia znaków, a także ich wycenę (w tym ewentualnych błędów).
Znaczki przeważnie ułożone są chronologicznie, a także ściśle indeksowane według określonych wskaźników. Najczęstszymi wskaźnikami dotyczącymi cen są: informacja o wydaniu FDC, podlepka, walor czysty lub kasowany, występowanie znaczka na całostce. W ramach takiej klasyfikacji różnica może sięgać nawet 500%. Przykład: cena znaczka kasowanego wynosić może symboliczne 0,10 euro, natomiast cena tego samego znaczka wydanego na kopercie FDC wynosi już 5 euro.